# María Elvira de Loyzaga Torres
María Elvira de Loyzaga Torres (Granada, 1916 - Madrid, 1996) és una muñequista, escultora i empresària espanyola filla de l'escultor granadí Pablo de Loyzaga Gutiérrez i María Dolores Torres Melgarejo. Es va casar amb el pintor Enrique Gil Guerra i va tenir un fill, Pablo Gil Loyzaga. Va impartir classes de "Muñequería Artística" a l'Escola d'Arts i Oficis de Madrid, muntant en aquesta època el seu primer taller de muñequería.
El seu esperit investigador la dugué a estudiar la història de la muñequería artística i la creació de ninots des d'un punt de vista antropològic, a més d'explorar noves tècniques i materials, com el feltre, característic en nombroses de les seves obres.
El 1960 Hertha Frankel, en els inicis de RTVE, li va encarregar la creació de diverses titelles: El "gat Chifú", el Lleó, els Nans, els Gossets cantores i la famosa "gosseta Marilín", la popularitat de la qual va donar àlies a Espanya als caniches. En 1968 la pel·lícula Cita con Marilín va reunir a varis d'aquests personatges.
La fama internacional d'Elvira Loyzaga i de la seva empresa "Muñecos Loy" va arribar fins al Japó, on els seus ninots s'han fabricat en sèrie. Algunes de les seves creacions formen part de col·leccions privades i museus.